# Phosphorosaurus
Phosphorosaurus — рід вимерлих плазунів підродини Халізаврові родини Мозазаври підряду ящірок. Мали 2 види. Мешкали у пізньому крейдовому періоді — маастрихтському ярусі. Деякий час вважався синонімом роду Халізавр, але у 2015 року доведено окремішність.

## Опис
Максимальна довжина становило 3-4 м. Найбільша довжина черепа становила 50 см. Череп були довгим й сплощеним зверху. Морда була сильніше звужена на відміну від інших представників родини. Очі мали великі очниці, відповідно припускають, що ці мозазаври були наділені бінокулярним зором. Зуби були невеличкими гострими і сильно викривленими, розташовувалися з великими інтервалами.. На відміну від інших мозазаврів мали менш розвинені плавці.

## Спосіб життя
Трималися на значних глибинах, полювали в темряві. Живилися кальмарами і біолюмінесцентними рибами. Полювали із засідки. оскільки не були гарними й швидкими плавцями.

## Розповсюдження
Мешкали в морях Євразії, про що свідчать знахідки від Бельгії до Японії.

## Види
- Phosphorosaurus ortliebi з Бельгії
- Phosphorosaurus ponpetelegans з Хоккайдо (Японія)